# 蒂姆·肯普顿
蒂莫西·约瑟夫·肯普顿（英語：Timothy Joseph Kempton，1964年1月25日—），美国NBA联盟前职业篮球运动员。他在1986年的NBA选秀中第6轮第8顺位被洛杉矶快船选中。